# Dubbelkoor
Een dubbelkoor is een combinatie van twee koren die samen één muziekstuk uitvoeren dat voor deze combinatie is geschreven. Een muziekstuk voor een dubbelkoor heet een 'dubbelkorig' muziekstuk. 
De twee koren zingen elkaar afwisselend toe, maar zingen soms ook samen. Deze techniek met cori spezzati zou voor het eerst zijn toegepast in de 16e eeuw door de componisten Adriaan Willaert en Giovanni Gabrieli in de San Marcobasiliek te Venetië. Heinrich Schütz, leerling van Gabrieli, paste deze indeling toe in een substantieel deel van zijn koormuziekoeuvre.
Hoewel de oorspronkelijke bedoeling was te werken met twee koren die op enige t/m grote afstand van elkaar staan opgesteld om zo een soort stereo-effect te verwezenlijken, blijkt een dergelijke opstelling met name voor amateurkoren vaak te lastig en blijft het koor meestal op dezelfde plaats op het podium staan. De muziek blijft echter wel verdeeld onder twee groepen.
Goede en bekende voorbeelden van dubbelkorigheid zijn o.a. het schoolmotet 'Singet dem Herrn ein neues' Lied dat Johann Sebastian Bach cantor van St.Thomasschule in Leipzig, componeerde. Het Osanna (onderdeel van het Sanctus) van Bachs zogeheten  Hohe Messe (Mis in b klein) en het openingskoor van zijn Matthäus Passion, alsook het Qui tollis (onderdeel van het Gloria) van Mozarts Grote Mis in c klein, KV 427 en de 'Fest- und Gedenksprüche', Op.109 van Johannes Brahms.
Andere dubbelkorige werken (uit de 20ste eeuw) zijn a capella toonzettingen van het Ordinarium, de vaste onderdelen van de Rooms-Katholieke mis, van Ralph Vaughan Williams, Frank Martin en Francis Poulenc.